# Boisar
Boisar es una  ciudad censal situada en el distrito de Palghar en el estado de Maharashtra (India). Su población es de 36151 habitantes (2011). Se encuentra a 71 km de Thane y a 85 km de Bombay.

## Demografía
Según el censo de 2011 la población de Boisar era de 36151 habitantes, de los cuales 20319 eran hombres y 15832 eran mujeres. Boisar tiene una tasa media de alfabetización del 88,49%, superior a la media estatal del 82,34%: la alfabetización masculina es del 93,08%, y la alfabetización femenina del 82,44%.